# Klara és a Nap
A Klara és a Nap (eredeti angol címe: Klara and the Sun) Kazuo Ishiguro japán származású Nobel-díjas brit író sci-fi regénye. A londoni Faber and Faber kiadónál jelent meg 2021 márciusában, magyarul szintén 2021-ben a Helikon Kiadónál, Falcsik Mari fordításában. 

## Cselekménye
A cselekmény a távoli jövőben játszódik, amikor a gyerekek képességeinek fejlesztéséhez génmódosítást használnak. Mivel az oktatás csakis otthon, a képernyők előtt zajlik, a szülők, ha tehetik, a gyereknek társként egy erre a célra kifejlesztett androidot, úgynevezett RobotBarátot (RB) vásárolnak. 
Az egész történetet egy ilyen RobotBarát, Klara meséli el. Klara kivételesen intelligens és figyelmes RB. Amíg az üzletben más RB-kkel együtt várja, hogy valaki megvásárolja, a kirakaton át igyekszik megismerni az emberek kinti világát és figyeli a napfényt. A Nap nagyon fontos számára, hiszen napelemmel működik. Klarát egy 14 éves lány, Josie választja társnak, aki anyjával a préri egy távoli részén él. Nővére már korábban meghalt, maga Josie is beteg, és van egy barátja, a szomszéd Rick.

## Magyarul
- Klara és a Nap; ford. Falcsik Mari; Helikon, Bp., 2021

## Fordítás
- Ez a szócikk részben vagy egészben  a   Klara and the Sun című angol Wikipédia-szócikk ezen változatának fordításán alapul.  Az eredeti cikk szerkesztőit annak laptörténete sorolja fel. Ez a jelzés csupán a megfogalmazás eredetét és a szerzői jogokat jelzi, nem szolgál a cikkben szereplő információk forrásmegjelöléseként.